# 屋形船

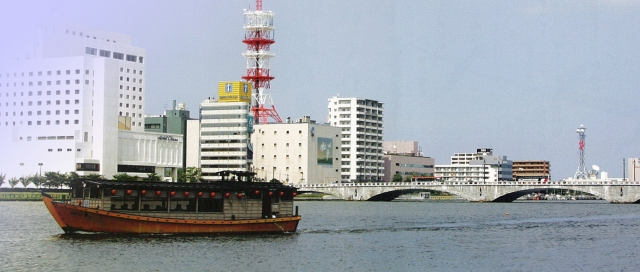
新潟県の信濃川で活躍する屋形船「ばんだい丸」

屋形船（やかたぶね）とは、内部に畳敷きの和室を設けて水上の風景や食事を楽しめるようにした船のこと。和船の一種である。

## 歴史
平安時代（9世紀頃）に貴族が行った舟遊びが起源とされる。「屋形」は日光や雨風を凌ぐための「苫（とま）」が発達したもので、柱のないものを「苫」、あるものを「屋形」と区別した。この「屋形」が平安時代以降、貴族の遊船、年貢輸送船、官船、商船など、幅広く取り付けられるようになった。

### 近世
江戸時代になると屋形船は大名家の持ち船として用いられ、御座船あるいは楼船（）とも称された。
屋形船の登場を江戸時代とする説もあり、『甲子夜話』によると慶長年間に評定所が遊女を給仕に召し出す際に屋根を付けて簾（すだれ）を掛けた船を用い、これが涼しげで風流だったことから真似て造られるようになったという。次第に華美になり、山一丸や熊一丸といった大型の屋形船も造られた。しかし、明暦3年（1657年）の明暦の大火で、これらの船は建築資材の運搬用の船に造りかえられた。
数年後、江戸が復興すると屋形船は以前よりも華美になり巨大化した。屋根の上に若衆が乗って、棹を差して操縦したが、2階建てや9間ほどの座敷を備えた大型船も登場した。
江戸中期には江戸の隅田川のほか、京都の桂川や鴨川、大阪の淀川、岐阜の長良川などにみられるようになった。
江戸幕府は装飾や大きさについて度々禁令を出し、17世紀末の元禄時代には豪華なものはもうなく、大名は所有さえも許されなかった。その結果、船宿や料理屋が所有する比較的小さな船が後世に残ることとなった。

### 形態
江戸時代には比較的大型の屋形船のほかに、日よけ程度の屋根を乗せただけの「屋根船」があったが、屋形船のほうは船頭が屋根の上に乗って操船するものを言った。
江戸深川を舞台にしたテレビ時代劇『破れ奉行』では、主人公の速水右近と向井将監との情報交換の場としてよく使われる。また、その他の時代劇にも、悪役の武士と悪徳商人の密談の場などとして、しばしば登場する。
切り妻型屋根の船は「屋根船」と呼ばれ、両側を簾、前後を障子で仕切られ、巻き上げられた状態が必須の簾を船頭に袖の下を渡すことで、下させて密室を作り上げた。また全面を障子で仕切られた「茶船」と呼ばれる上方で流行った遊覧船も存在した。
これらのほかに「うろ船」と呼ばれる移動販売船があり、屋形船や屋根船の間を移動しながら食べ物などを販売していた。

### 近現代
明治時代、柳橋一帯は高級料亭街、花街としてにぎわい、隅田川や神田川を何隻もの屋形船が往来した。しかし、昭和30年代になると水害対策で隅田川両岸に堤防が建設され、さらに工業排水による水質汚染が進み、勢いを失っていった。再開の動きが出たのは1970年代後半以降のことである。東京湾では船宿が運行する屋形船が現役であり、訪日外国人も受け入れている。  

## 屋形船の運航

### 運航場所
東京では隅田川周辺や浜松町、品川近辺に船宿が多い。北海道小樽市、山形県酒田市、愛知県名古屋市、大阪府、福岡県、新潟県、日田（大分県）でも営業している。

### 東京湾の屋形船
少人数から利用できる「乗合」と団体用の「貸切」がある。天ぷらや刺身などの和食を楽しむコースが多い。また、春の桜（花見）、夏は花火の見物でも人気である。
エアコンやトイレを完備している。

### ギャラリー

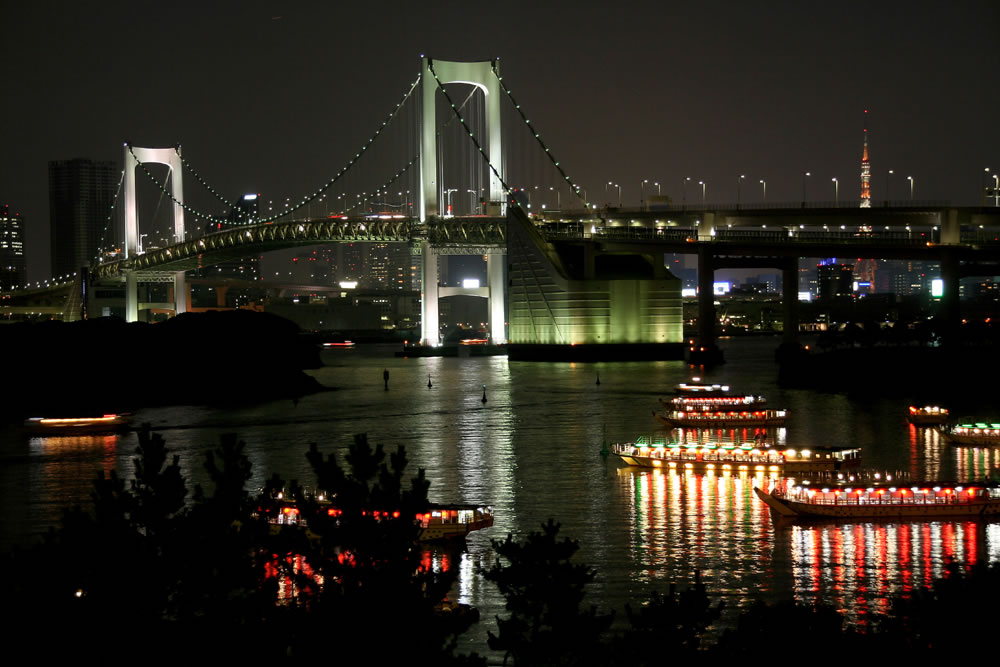
レインボーブリッジと屋形船の夜景。右の奥は東京タワー
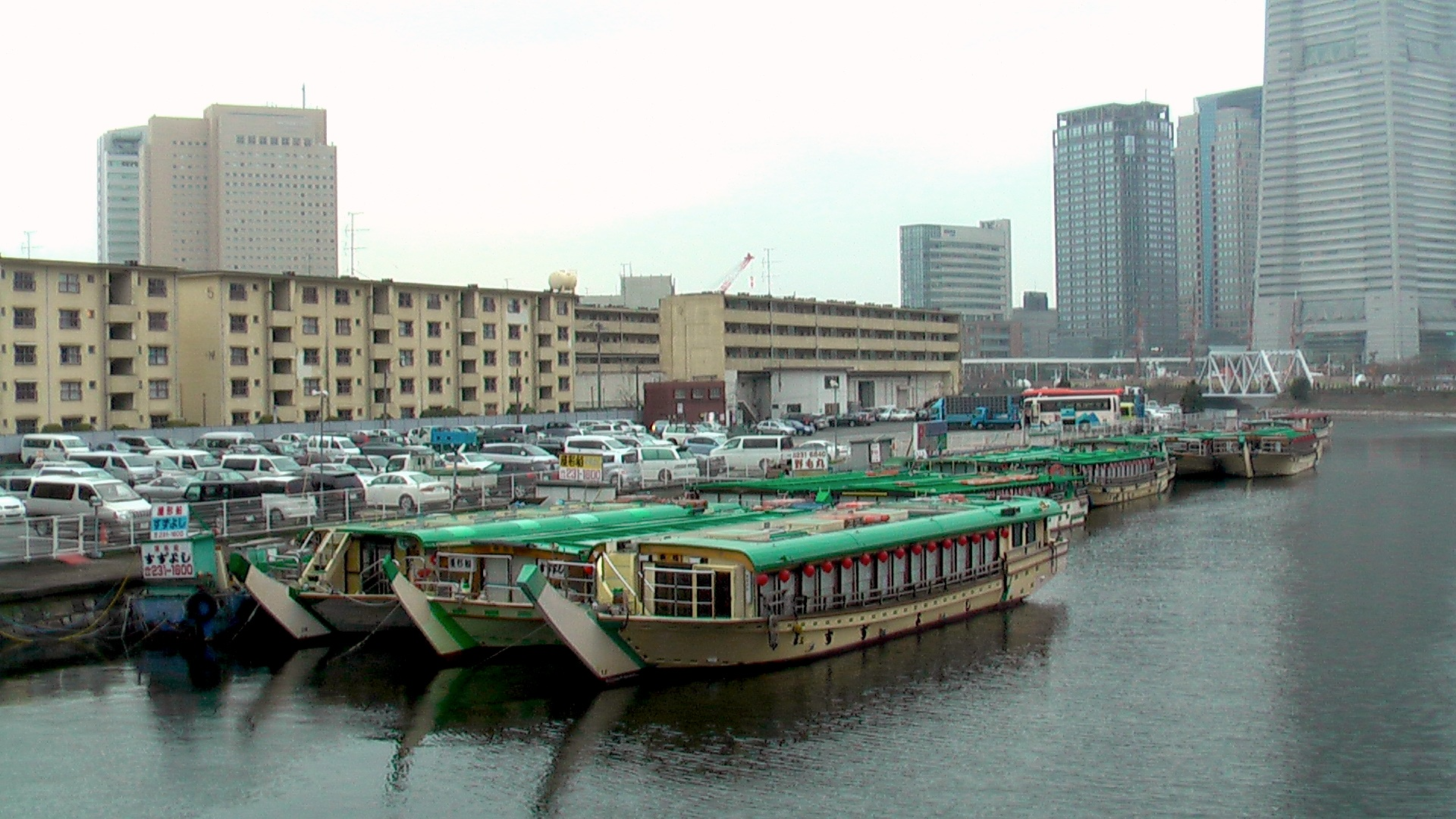
係留中の屋形船（横浜市中区）
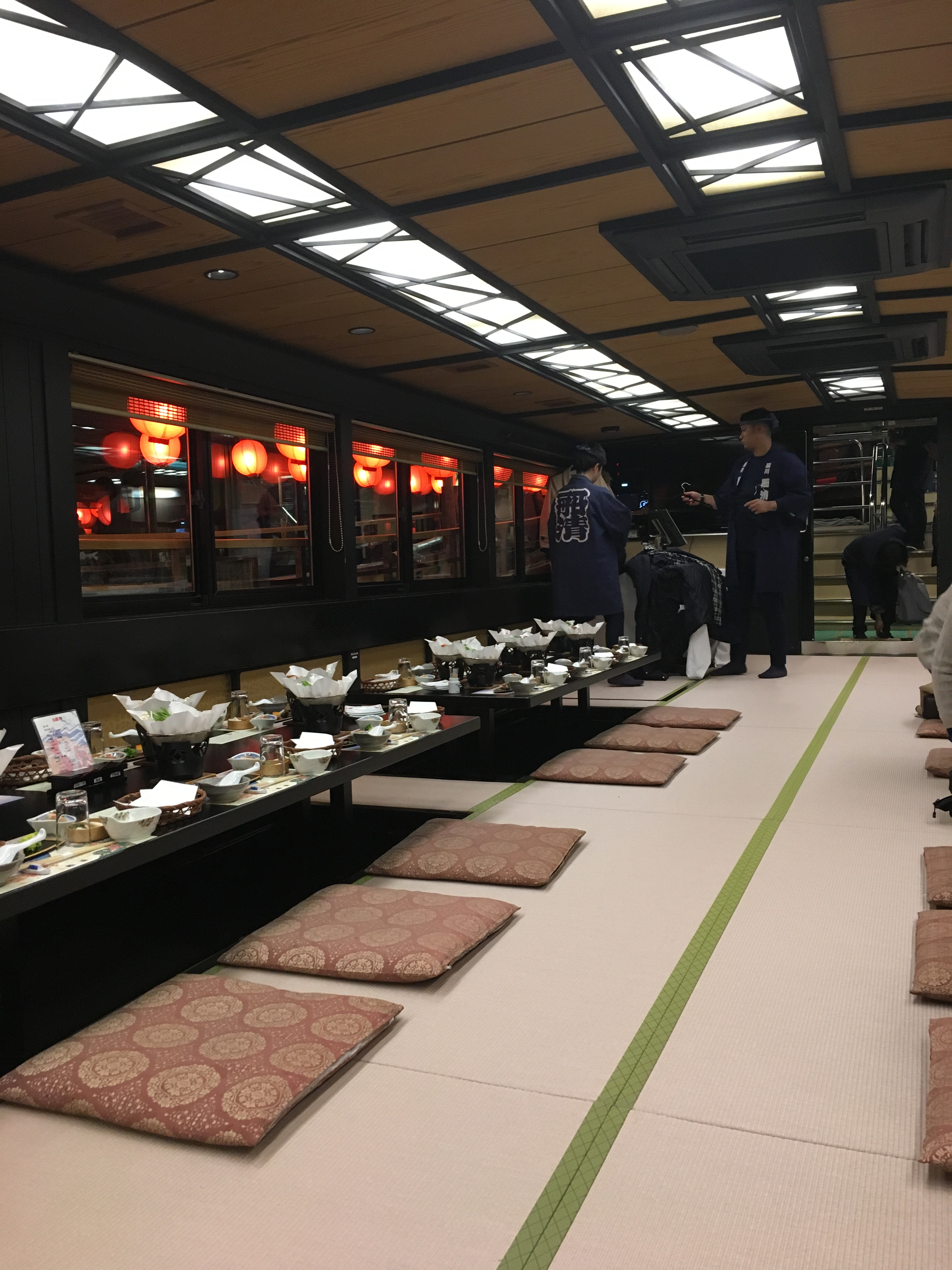
屋形船の中